# Champion 500 G

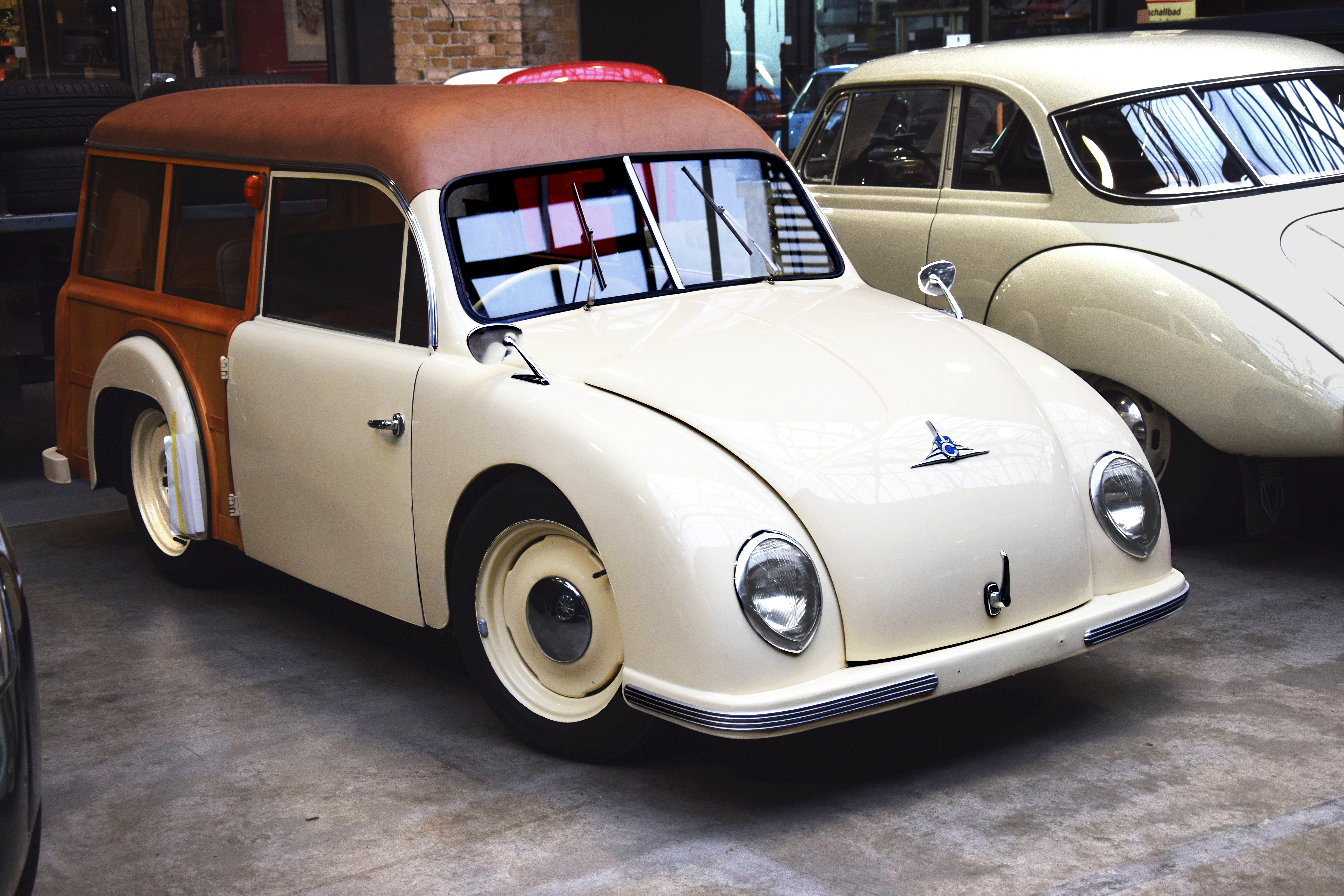
Champion 500 G in der Classic-Remise, Berlin

Der Champion 500 G ist ein Automodell der Automarke Champion. Hersteller war die Rheinischen Automobil-Fabrik, Hennhöfer & Co. OHG. Er erschien im Juli 1953 als erstes viersitziges Modell der Marke. Von Februar bis November 1954 stellte die Rheinische Automobil-Fabrik, Henning Thorndal noch einmal einige Fahrzeuge her, denen ein paar weitere nach der Übernahme durch Maico als Maico MC 500 G folgten.

## Karosserie
Die zweitürige Karosserie in Form eines Kombis war mit einem Zentralrohrrahmen verschraubt; sie bot Platz für vier Personen. Der Aufbau des Hecks war aus Holz. Einerseits war das damals modern, andererseits konnten dadurch teure Presswerkzeuge eingespart werden. Vorn hatte der Wagen Einzelradaufhängung an doppelten Querlenkern, hinten an einer Pendelachse sowie Gummitorsionsfedern und mechanisch betätigte Trommelbremsen an allen vier Rädern. Unter der vorderen Haube waren Tank und Reserverad untergebracht, sodass der verbleibende Kofferraum klein war.

## Maße und Gewichte
Der Wagen war 340 cm lang, 147 cm breit, 135 cm hoch und hatte einen Radstand von 196 cm sowie eine Spurweite von 120 cm; Reifengröße 4.80–15. Das Leergewicht betrug 595 kg, das zulässige Gesamtgewicht 920 kg.

## Antrieb
Der 500 G hatte einen Zweizylinder-Zweitaktmotor von Heinkel mit Thermosiphonkühlung (Wasserkühlung ohne Pumpe). Mit 452 cm³ Hubraum (Bohrung und Hub 66 mm) leistete er 18 PS (13 kW) bei 4200/min; sein maximales Drehmoment von 3,7 mkp (36 Nm) erreichte er bei 3000/min. Der Motor war im Heck des Fahrzeugs um 60° geneigt eingebaut, um einen nicht allzu hohen Laderaumboden zu ermöglichen, und trieb über ein Dreiganggetriebe die Hinterachse an. Die Höchstgeschwindigkeit betrug 80 km/h. Der Kraftstoffverbrauch (Benzin-Öl-Gemisch 1 : 20) wurde mit 4,5 Liter auf 100 km angegeben.

## Neupreis und Stückzahl
Der Neupreis betrug zunächst 4550 DM, ab Juni 1954 4350 DM. 25 Fahrzeuge wurden zwischen Juli 1953 und November 1954 gebaut.
Einer dieser Champion 500 G stand in einem schlechten Zustand in der Hammond Microcar Collection in England. Am 27. Oktober 2022 wurde er zusammen mit einem zweiten Fahrzeug desselben Typs, das als Teileträger deklariert war, für 6800 Pfund Sterling versteigert.
Die Zeitschrift Oldtimer Markt, die ebenfalls über die Auktion berichtete, nennt einen Preis nach Aufschlag von umgerechnet 8.840 Euro und schreibt, dass 41 Fahrzeuge entstanden sein sollen.
Im November 2022 bot ein deutscher Oldtimerhändler ein restauriertes Fahrzeug an. Nach seinen Angaben entstanden 20 Stück, von denen noch drei existieren, nämlich dieser und zwei Restaurierungsobjekte in einer namentlich nicht genannten englischen Kleinwagensammlung.

## Restaurierungsobjekt

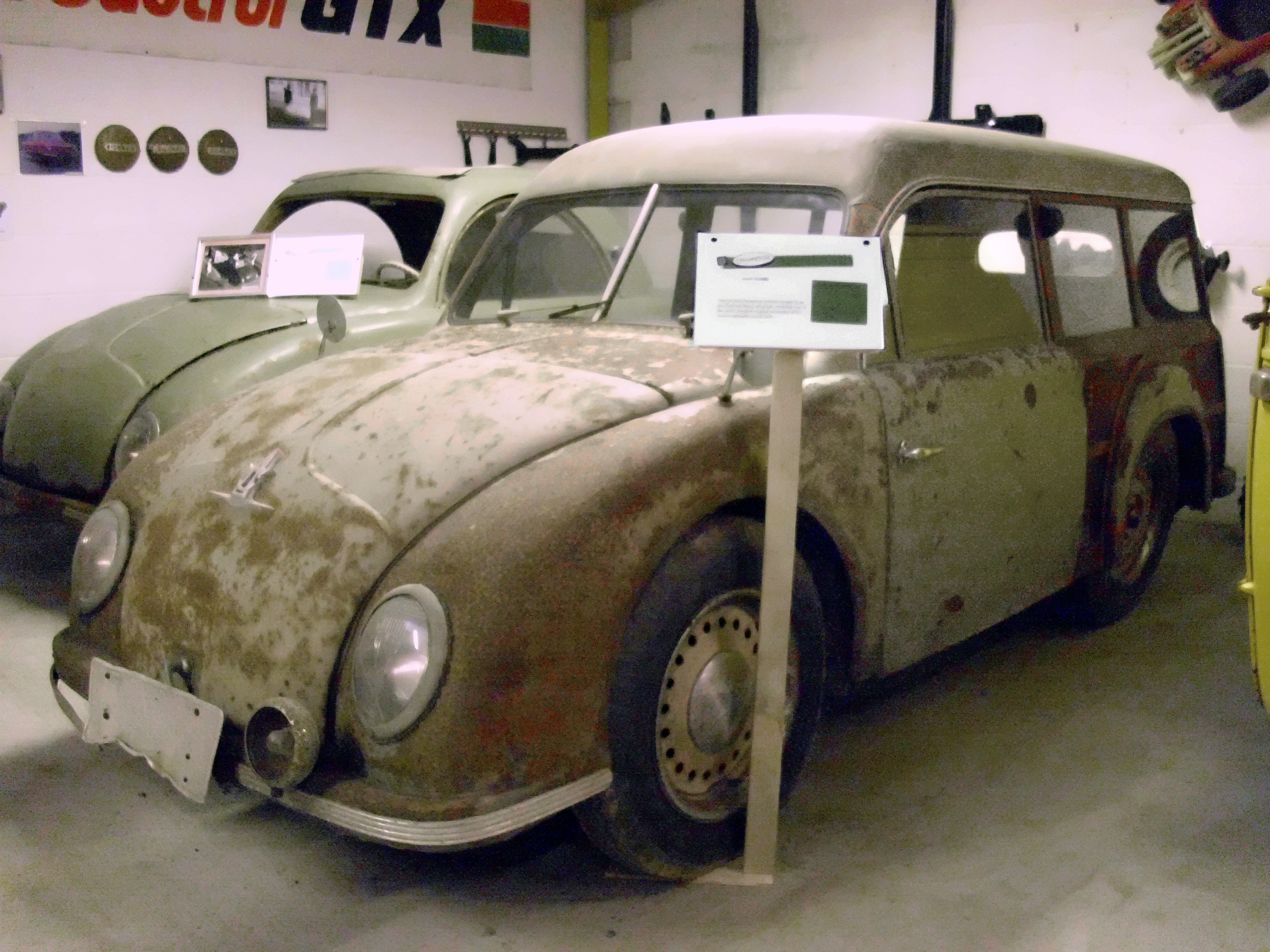
Champion 500 G
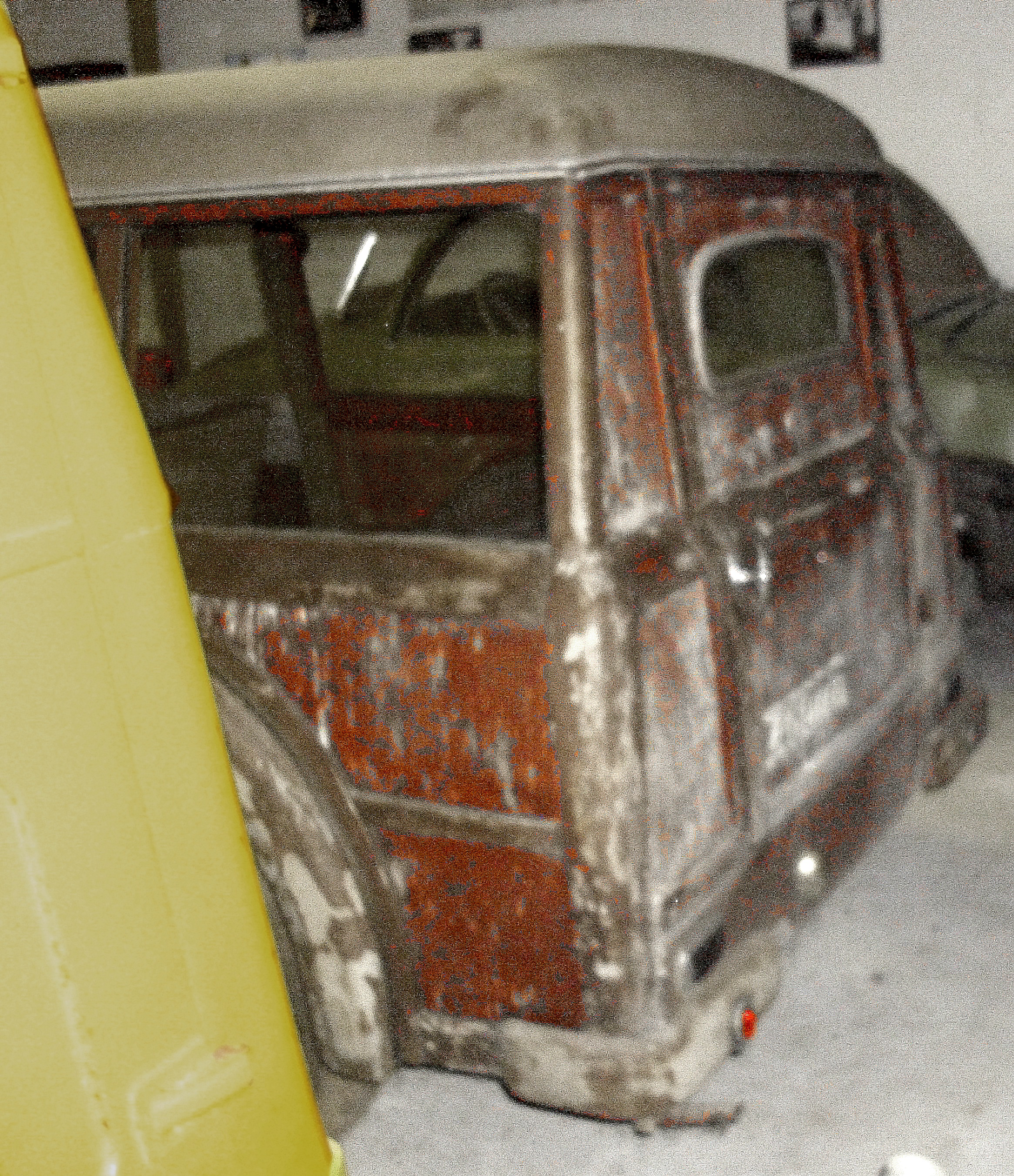
Heckpartie aus Holz
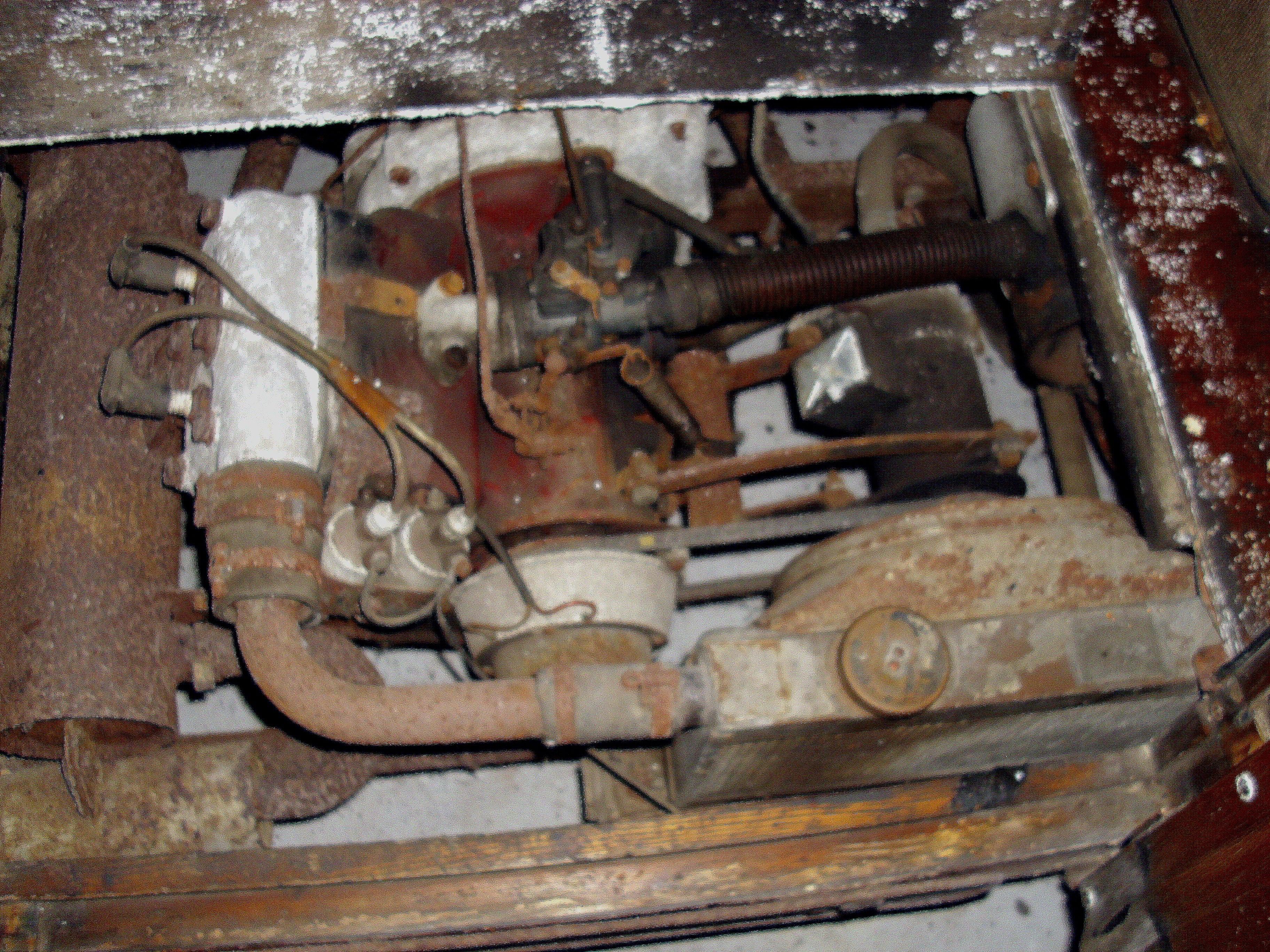
Motor